# Neuf Mois (film, 1994)
Pour les articles homonymes, voir Neuf mois.
Pour plus de détails, voir Fiche technique et Distribution.
Neuf Mois est un film français réalisé par Patrick Braoudé, sorti en 1994.

## Synopsis
Samuel est psychanalyste. Toute la journée, il voit des patients exprimer des griefs, en particulier des adolescents rebelles qui méprisent leurs parents. Cette situation l'a conduit à voir d'un mauvais œil l'idée de sa paternité. C'est alors que sa compagne Mathilde lui annonce qu'elle est enceinte. Terrifié par l'idée, Samuel vit les neuf mois de grossesse de Mathilde plutôt comme un cauchemar, et les conseils de son ami Marc, homme à femmes mais célibataire endurci, n'arrangent rien à son angoisse.
De leur côté, Georges et Dominique, la sœur de Marc, déjà parents de trois filles, affrontent sans inquiétude la quatrième grossesse de Dominique. L'expérience des uns va finalement avoir raison des appréhensions des autres, et entre les deux couples vont se tisser de solides nœuds d'amitié.

## Fiche technique
- Titre : Neuf Mois
- Réalisation : Patrick Braoudé
- Assistants-réalisateur : Isabelle Beauchesne, Paul Gueu
- Scénario : Patrick Braoudé et Daniel Russo
- Photographie : Jean-Yves Le Mener
- Montage : Georges Klotz
- Musique : Jacques Davidovici
- Décors : Emmanuel Sorin
- Costumes : Mimi Lempicka
- Effets Spéciaux de Maquillage : Jacques Gastineau
- Producteurs : Anne François et Christophe Lambert
- Durée : 1h50
- Date de sortie 
  - France : 2 février 1994

## Distribution
- Patrick Braoudé : Samuel
- Philippine Leroy-Beaulieu : Mathilde
- Daniel Russo : Georges
- Catherine Jacob : Dominique
- Patrick Bouchitey : Marc, le frère de Dominique
- Pascal Légitimus : Le gynécologue débutant
- Mike Marshall : le père d'Arthur

## Autour du film
- Le film est dédié à Guila, l'épouse de Patrick, elle-même réalisatrice. Enceinte un an avant le film, son état a grandement aidé son époux à comprendre les angoisses du futur papa en rédigeant le scénario.
- Patrick Braoudé a produit le remake américain Neuf Mois aussi (Nine Months) de Chris Columbus avec Hugh Grant, Julianne Moore et Robin Williams.

## Distinctions

### Nominations
Césars 1995
- César de la meilleure actrice dans un second rôle pour Catherine Jacob.
- César du meilleur acteur dans un second rôle pour Daniel Russo.